# Viso Mozzo
Le Viso Mozzo est une montagne qui s'élève à 3 019 m d'altitude dans les Alpes cottiennes en Italie. Il se trouve à l'est du mont Viso.